# Douglas Tanque
Douglas Willian da Silva Souza, auch bekannt unter Douglas Tanque (* 27. Oktober 1993 in Santa Cruz do Rio Pardo), ist ein brasilianischer Fußballspieler.

## Karriere
Das Fußballspielen erlernte Douglas Tanque in den Jugendmannschaften von Guarani FC und SC Corinthians. Seinen ersten Vertrag unterschrieb er bei der U20-Mannschaft von Corinthians. Da er bei den Corinthians nicht zum Einsatz kam, wurde er an andere Vereine ausgeliehen. Nach den Ausleihen an Paraná Clube, Ipatinga FC, Guaratinguetá Futebol, CA Penapolense und AA Ponte Preta zog es ihn 2015 nach Japan. Hier unterschrieb er einen Vertrag bei Thespakusatsu Gunma, einem Verein, der in der Präfektur Gunma beheimatet ist und in der J2 League spielte. Nach einem Jahr wurde er Vertrag nicht verlängert. Er war von Anfang 2016 bis Juni 2016 vereinslos. Mitte 2016 ging er wieder nach Südamerika und schloss sich dem mexikanischen Verein Cafetaleros de Tapachula an. In der Zweiten Liga, der Ascenso MX, spielte 27 Mal und schoss dabei neun Tore. Mitte 2017 ging er wieder nach Asien, wo er sechs Monate für den japanischen Verein Albirex Niigata in der Zweiten Liga spielte. Anfang 2018 zog es ihn nach Thailand. Hier unterschrieb er einen Vertrag bei Police Tero FC in Bangkok. Der Verein spielte in der Thai League, der höchsten Liga des Landes. Nach der Hinserie wechselte er im Juli 2018 nach Europa, wo er einen Vertrag in Portugal beim FC Paços de Ferreira unterschrieb. Der Club spielte in der Zweiten Liga (Segunda Liga). Mit dem Verein wurde er 2019 Meister und stieg somit in die Erste Liga (Primeira Liga) auf. Nachdem er 2022 bei Samsunspor unter Vertrag gestanden war, wechselte er im Sommer 2023 in die zweite türkische Liga zu Kocaelispor. Hier bestritt er 19 Zweitligaspiele. Im Februar 2024 ging er nach Japan. Hier unterschrieb er einen Vertrag beim Zweitligisten Shimizu S-Pulse. Am Ende der Saison 2024 feierte er die Meisterschaft und stieg in die erste Liga auf.

## Erfolge
Corinthians São Paulo U20
- Copa São Paulo de Futebol Júnior: 2012

Paraná Clube
- Campeonato Paranaense Série Prata: 2012

FC Paços de Ferreira
- Segunda Liga: 2018/19

Shimizu S-Pulse
- Japanischer Zweitligameister: 2024